# 2か国語放送
2か国語放送（にかこくごほうそう）とは、音声多重放送の一種である。音声信号として2言語を同時に放送するものを呼ぶ。

## 概要
日本国内での方式の場合、アナログ放送では1つの放送チャンネルで同時に使用可能な音声トラックは2つと定義されており、それぞれを主音声トラックと副音声トラックとして使用している。ステレオ放送と共通のフォーマットである。
日本国内での2か国語放送の場合は、ごく一部の特殊なケースを除けば、主音声には日本語、副音声には基本的には英語の音声を入れて放送する事が一般的になっている（同様の仕組みで、副音声に日本語での解説を入れたものは解説放送と呼び分けている）。
デジタル放送の場合、この音声トラック（デジタル放送に関する解説では通常は「音声ストリーム」と呼ぶ）については、一つの放送番組につき最大8トラックまで同時使用が可能で、それぞれの音声トラックをステレオ2ch、副音声付（デジタル放送では二重音声と呼ぶ）、5.1chサラウンドステレオなどにすることが可能になっている。ただし、組み合わせによっては1番組内で使用帯域数の制限を受けるため、必ずしも音声トラック8本が全て常に同時に使用できるわけではない。
既存のアナログ放送での2か国語の場合では、2か国語放送での各言語はモノラルにしか出来なかったり、最大でも2か国語までであったが、デジタル放送では各言語をそれぞれステレオ2chにしたり、5.1chサラウンドも同時放送したり、さらには3か国語以上の放送も技術的には可能になった。
放送受信機器側の都合で、モノラルの二重音声放送（アナログ放送における副音声付放送）の場合は、一度切り替えた音声設定は、再度変更するまではチャンネルや番組が切り替わったり電源の入／切を繰り返しても変らないものがほとんどだが、デジタル放送で取り入れられた方式による音声多重放送では3多重音声以上を考慮しなければならない為、チャンネルやチャンネル内で番組が切り替わったり、電源の入／切を行なうたびに第一音声に戻る機器設計になっているものが多い。そのため、放送業界内のルールとしては本来任意になっているが、テレビ局側も機器側の事情を考慮して、二重音声を含めた音声形態による放送を行なう場合、第一音声を二重音声としている。

## 番組別の導入形態

### ニュース番組
現在、定時放送ではNHKは『NHKニュース7（2006年度までは年末年始を除く）』と『ニュースウオッチ9』、18時の『NHKニュース(平日は2022年度から関東・関西で、2023年度から北海道地方では18時半頃に時差放送されているが、この地域では非実施)』、2022年4月からは『サタデーウオッチ9』などが実施している。ローカルニュースでは2017年4月9日から同年7月9日までと同年10月1日から大阪放送局（近畿広域圏）で日曜20:55の『ニュース・気象情報（関西）』で不定期に実施している。なおテレビ長崎の『KTNスーパーニュース』では英語とは別に朝鮮語と中国語の同時通訳が放送されていた。
日本以外の放送局制作のニュース番組を日本語に通訳して放送するケースもある。ニュース専門チャンネルのCNNjやBBCワールド、BS1で放送中の『ナイトライン』など。
なお、報道番組（ニュースやドキュメンタリー）の場合は、ドラマや映画などの作品の場合と異なり、一般的には原音を尊重する観点から、制作されたベースの言語音声の音量を低く絞った状態の上に通訳した音声を被せた運用（ボイスオーバー）が行われる場合が多い。

#### 過去に実施していたニュース番組
- NHK
  - 『NHKニュース9』（1995年4月 - 2000年3月）
  - 『NHKニュース10』（2000年4月 - 2006年3月）
  - 『BSニュース経済最前線』（ - 2005年12月）
  - 『NHKニュース（正午）』（2002年の「FIFAワールドカップ」実施期間中と2011年の東日本大震災の特設ニュース期間のみ）
  - 『NHKニュースおはよう日本』（2011年の東日本大震災の特設ニュース期間のみ。ただし、7時台の全国ニュース枠のみの実施で、それ以外の時間帯は「NHK NEWSLINE」の音源をそのまま使用した英語放送であるため、2か国語放送ではなく解説放送扱いとなる。）
- 日本テレビ系列
  - 昼以降のニュース番組（平日の『NNNきょうの出来事』など、1978年ごろから1993年5月31日まで）
- TBS系列
  - 『JNNニュースコープ』（1978年以降）
  - 『JNNニュースの森』（平日全国ニュース枠のみ）
  - 『JNNイブニング・ニュース』（平日全国ニュース枠のみ）
  - 『総力報道!THE NEWS』（全国パート1枠のみ）
  - 『イブニングワイド』（任意ネットではあるが、17:50-18:00の全国パートのニュースコーナーのみ。2009年12月25日放送分をもって廃止）
- フジテレビ系列
  - 『FNNニュース・明日の天気』（20:55 - 21:00、1978年ごろから不明）
- テレビ朝日系列
  - 『ANNニュース』（平日の20:54 - 21:00のスポットニュースのみ実施。1978年12月24日から1985年9月末まで）
  - 『ABCフラッシュニュース』(平日のみ)
- テレビ東京系列
  - 『ワールドビジネスサテライト』（1988年の放送開始から数年間、ニューヨークからの中継のパートのみ実施。番組自体は現在も継続中）

### 映画・外画番組
映画では声優による日本語吹き替えを主音声で、オリジナルを副音声で放送する事が多い。
現在では地上波放送局の映画番組である日本テレビ『金曜ロードショー』、フジテレビ『土曜プレミアム』、テレビ東京『午後のロードショー』、サンテレビ『シネマスタジアム』では常時吹き替え放送を実施している（吹き替えなしの場合あり）。デジタル放送ではステレオ2音声（多くの場合、日本語を第1音声にする）で放送することもある。その一方、衛星放送では予算の関係もあり、吹き替えを行わず字幕を使用するのが多い。
吹き替えに関しては、いわゆるハリウッド映画に登場する俳優の、吹き替えを担当する声優が固定されていることが多く、中には放送局によって配役が異なるケースもある。

### 外語のドラマ
日本でテレビ放送が始まってまもなく、アメリカをはじめとする世界各国の放送局が制作した海外ドラマの放送が始まり、その頃から吹き替え放送を実施している。
吹き替えに関しては映画と同じく、日本語吹き替えを主音声、オリジナルを副音声にして放送する事が多い。吹き替えなしの字幕放送は、英語で製作されたものの事例は少ないが、韓国ドラマや台湾ドラマなど、英語以外で製作された海外ドラマに多くみられる。その一方、衛星放送では予算の関係もあり、映画と同じく吹き替えを行わず字幕を使用するのが多い。
一方で、テレビ東京『ポケットモンスターアンコール』（1999年10月から2002年9月まで放送）では日本で制作されたテレビアニメであるが、副音声ではアメリカ版の英語放送を実施していた。
また、TBS『兼高かおる世界の旅』（放送終了）では日本で制作された旅番組であるにもかかわらず、副音声では英語放送を放送していた。

### その他
NHK BS1『NHKプロ野球』では主音声では通常の実況放送、副音声では場内の音声のみを放送している。本当に会場にいる雰囲気だけを楽しむことができるが、放送終了までの番組全体ではなく、開始冒頭の挨拶部分と試合終了後のヒーローインタビューが終わると、副音声でも実況アナウンサー・解説者の声が流れる。副音声で場内音声のみという形式の放送は2011年度以降、一部のサッカー中継でも実施するようになった。副音声では競技場内のみの音声のみだが、競技場内のみの音声が流れるのは前半のキックオフから前半終了までの部分と後半のキックオフから試合終了まで（後半の試合・延長戦・PK戦を問わず決着が付くまで）の部分となっており、試合後のインタビュー終了後は副音声も主音声と同じ音声が入る（初実施は2011年11月27日のサッカー男子・ロンドンオリンピックアジア最終予選「日本vsシリア」。そのほか、2011年12月の天皇杯サッカー準決勝でも実施された）。2012年のNHK杯フィギュアでも一部時間帯で5.1サラウンド放送と同時並行して実施される。スカパー!では一部のサッカー中継で副音声では競技場内の音声のみの放送を行っている。フジテレビでもCS放送におけるF1中継やK-1中継で副音声では実況音声無しの現地音声のみでの放送を行っている。かつては『enjoy! Baseball』でも主音声では通常の実況放送、副音声では各地の途中経過や結果を放送していたが、2007年放送よりステレオ放送に変更となった。また、ローカルで中継を行う場合はステレオ放送となっている。
もともとNHKワールド JAPANの海外向けに英語で制作されているものを国内向け（NHK総合、Eテレ、BS1、BSプレミアム、BS4K）で放送する番組については主音声が英語、副音声が日本語の放送となっていた（日本国内向けのデジタル放送ではほぼすべての番組がステレオ2音声放送）。この場合、日本語音声を聞きたい場合はリモコンの音声切り替えボタンを操作しなければならない（何も切り替えない場合は英語音声となる）。そのため、字幕スーパーに「日本語は副音声でお伝えしています」と表示されていた。しかし、2014年度以降は2か国語の場合は主音声は日本語で放送しているものの、番組によっては2か国語放送を実施せず、英語のみ（特にBS1の4時台）もしくは日本国内向けは日本語のみで放送している番組もある。
テレビ朝日『朝まで生テレビ!』はモノラル制作（モノステレオ放送）時代に、日中同時生中継の時には、中国語との二重音声が行われた（2007年3月放送回で実施）。

## 現在使用中の「2か国語放送」テロップ
- NHK - 2003年4月7日～ 地上波・BS放送・NHKワールド（国際放送）各放送共通で「BILINGUAL（その下に）2か国語」（その下に下線が入る）と画面右上に表示（国内放送では字幕放送の下に表示されるが、国際放送では国内放送で出される字幕放送と同じ位置に表示される。縁取りは国内放送は細く、国際放送は若干太い）。日本国内向け放送では16:9画面の右端に表示されるが、NHKワールドでは4:3映像の収まる範囲内で表示されているため少し中央よりである。地上デジタル放送では開始当初、4:3映像の収まる範囲内で表示されていたが、2011年11月28日付の放送からBSデジタル放送と同様16:9画面の右端に表示位置を変更した。この表示はモノラル2重音声・ステレオ2重音声を問わず表示される。それ以前は「BILINGUAL〈下線〉二ヶ国語」と画面左下に表示していたが[3]、大相撲中継では2011年初場所まで、現行の「2か国語」テロップ表示とともに使用されていた。2001年頃まではBS1とBS2ではごく一部の番組を除き一切表示しなかった。
  - 2008年3月31日からしばらくの間はNHKワールドTVの一部番組で「2か国語」テロップが表示されるのは本編開始から10秒近くたってからとなった時期があった（番組開始直後に表示される日本国内向けの放送よりも遅く出している。NHKワールド・プレミアムは日本国内向けの放送と同様、番組開始と同時に表示）。
- 日本テレビ - 時期不明〜 「二BILINGUAL」（紫の背景色付き）
  - 他の日本テレビ系列各局も同じデザインを使用しているところが多い
  - 地上デジタル放送では同時ネット局にも日本テレビ送出のものがそのまま流れる
    - 金曜ロードショーでは2021年より、上記の「二BILINGUAL」に加え「原語で楽しみたい方は副音声&字幕放送で」と表示している

  - 札幌テレビ放送では道内全域で音声多重放送マークの表示を行っている（これは副音声解説でも同様）。以前はアナログ放送のみ札幌地区限定で表示し、その後の道内全域表示で「一部地域を除く」という旨のテロップも追加表示されていた。現在はローカル放送のみ表示。
  - BS日テレ - 「2か国語」〈その下に〉「BILINGUAL」。
- TBS - 1994年10月3日〜 「2」の数字に上に「BILINGUAL」。
  - BS-TBSは以前はTBSと同様のデザインであったが、現在は表示はしていない。
  - 毎日放送 - TBSと同様。かつては「Bilingual 2 2か国語放送」で、夕方の全国ニュースでは、「2か国語放送」の上に"MBS"のロゴが入っていた。
  - CBCテレビ - 黄色の文字で、「2」の数字に上に「Bilingual」。
  - 北海道放送 - 他のTBS系列局で使用されているものとは異なる独自のデザインで、画面右上には「Bilingual」の下に使用している言語が表示されている。以前はアナログ・デジタルとも札幌圏のみ表示し、デジタル放送のみ2か国語放送が受信できる札幌圏以外の地域ではアナログ放送と同様非表示となっていたが、現在は道内全域で表示されている。
  - RSK山陽放送 - 「Bilingual 2 2ヶ国語放送」と表示。
- フジテレビ - 時期不明〜 （表示はしていない）
  - 秋田テレビ - 文字の二ヶ国語放送（ハイビジョンで放送される場合はAKT独自のハイビジョン制作サインの下に表示）
  - 関西テレビ - 「(((2カ国語))」〈その下に〉「BILINGUAL」
- テレビ朝日 - 2004年2月9日〜 白文字でひよこ2匹の下に「BILINGUAL」（画面左下に表示。これまでは関東ローカルでの表示だったが、2008年10月からは全国ネットについてはアナログ・デジタルとも字幕放送、データ放送と同様、ネット送出で表示されている。そのため、デジタル放送では実施されていてもアナログ放送では実施されていない北海道テレビ放送の道央圏以外の地域であってもテレビ朝日送出のものがそのまま流れる）。番組内容によっては「BILINGUAL」の次にひよこ1匹の上に5つの点が放物線で描かれたデザインで「5.1サラウンド」も表示されていることもある。以前はひよこ2匹の下に「二ヶ国語」と表示されていた。
  - メ〜テレ - 「((二ヶ国語))」と表示。
- テレビ東京 - 2016年11月7日〜 ステレオ音源の2か国語放送(いずれかの音源がモノステレオの場合含む)の場合は「DUAL STEREO」、二重音声の2カ国語放送の場合は「Bilingual」とマークの下に「二カ国語」と表示する。
  - 2か国語放送マークのデザインはTXN各局・BSテレ東（旧・BSジャパン）共通。
  - BS放送ではかつてはマークの右側に「この番組は二ヶ国語放送です」という表示も出されていたが、2016年11月7日の現本社への移転に伴うマスター更新以降は廃止。それ以降は「二ヵ国語」と表示。ただし『日経モーニングプラスFT』では「FT Today」コーナーのみ2か国語放送を実施しており、コーナー開始時に「二ヵ国語放送」と表示。

※民放各局の「2か国語放送」テロップは基本的に提供クレジット用のものを使って表示されている。
※また、音声多重放送マークの表示はアナログ放送のみ北海道の一部地域で実施されていないことに配慮し、全国各放送局別で出している。ただし、デジタル放送では北海道内全域でも受信可能になっているため、一部の同時ネット番組では字幕放送のように制作局送出で表示を行う番組も存在している。